# McDonnell LBD
Die McDonnell LBD-1 Gargoyle (spätere Bezeichnung: KBD-1) war eine in den USA entwickelte Gleitbombe aus dem Zweiten Weltkrieg.

## Geschichte
Die LBD Gargoyle (Gargoyle = englisch für Wasserspeier) der McDonnell Aircraft Corporation war einer der Vorläufer der modernen Seezielflugkörper.
Nach den deutschen Erfolgen mit der Henschel Hs 293 und Fritz X begannen die USA mit der Arbeit an einer Reihe von ähnlichen Waffen auf der Grundlage der eigenen Erfolge mit der Azon, einer gelenkten Abwurfmunition. Dazu gehörten die Bat, Felix, GB-8 und LBD Gargoyle.
Die LBD Gargoyle hatte einen 450-Kilogramm-Gefechtskopf (Splitterbombe M65 oder halb panzerbrechende Munition M59) und sollte von trägergestützten Flugzeugen bei guter Sicht gegen ein manövrierendes Ziel gesteuert werden können. Aus 4.600 m Flughöhe gestartet hatte die LBD Gargoyle eine angetriebene Flugstrecke von 9,3 bis 13,0 km und konnte bis zu 52 km gesteuert werden.
Eine Startgeschwindigkeit von mindestens 320 km/h war notwendig, damit es bei den kurzen Flügeln nicht zu einem Strömungsabriss kam. Eine JATO-Feststoffrakete 8AS1000 im Heck mit 4,4 kN Standschub brachte die LBD Gargoyle auf eine Höchstgeschwindigkeit von 970 km/h.
Die LBD Gargoyle wurde per Funk ferngesteuert, wobei im Heck ausgestoßene Leuchtkugeln, wie bei der Fritz X, als visuelle Steuerungshilfen dienten. Die Sichtbarkeit der Leuchtkugeln beschränkte damit die maximale Reichweite. Die Gargoyle war in der Lage, einer Beschleunigung von 4 g (39 m/s2) bei einem Wendekreis von 777,2 m standzuhalten.
Die Produktion bei der McDonnell Aircraft Corporation begann im Jahr 1944 und die LBD Gargoyle wurde von März bis Juli 1945 getestet. Aber der Krieg war zu Ende, bevor die LBD Gargoyle in Betrieb genommen wurde. Tests wurden aber noch bis ins Jahr 1947 fortgeführt.

## Referenzen
- Dieser Artikel enthält Material, das ursprünglich von einem Plakat im Steven F. Udvar-Hazy Center stammt.
- Fitzsimons, Bernard, editor. "Gargoyle", in The Illustrated Encyclopedia of Weapons and Warfare, Volume 10, p. 1090. London: Phoebus Publishing, 1978.